# Emiliano Zapata, Mazatán
Emiliano Zapata är en ort i Mexiko.   Den ligger i kommunen Mazatán och delstaten Chiapas, i den sydöstra delen av landet, 900 km sydost om huvudstaden Mexico City. Emiliano Zapata ligger 21 meter över havet och antalet invånare är 210.
Terrängen runt Emiliano Zapata är platt. Runt Emiliano Zapata är det tätbefolkat, med 343 invånare per kvadratkilometer. Närmaste större samhälle är Tapachula, 19,0 km nordost om Emiliano Zapata. Trakten runt Emiliano Zapata består till största delen av jordbruksmark.